# Augustin Renaudet
Augustin Renaudet (Parigi, 9 gennaio 1880 – Parigi, 15 novembre 1958) è stato uno storico francese.

## Biografia
Laureato all'École normale supérieure nel 1901 con Gabriel Monod, insegnò all'Università di Bordeaux e alla Sorbona.  Fu direttore dell'École pratique des hautes études e socio straniero dell'Accademia dei Lincei. Studioso dell'Umanesimo italiano ed europeo, con un'attenzione particolare a Erasmo da Rotterdam e ai rapporti tra Rinascimento e Riforma protestante, collaborò alla collana Peuples et Civilisations diretta da Louis Halphen, compilando con Henri Hauser il volume Le débuts de l'âge moderne: la Renaissance et la Réforme (Paris, Librairie F. Alcan, 1929; traduzione italiana: L'eta del Rinascimento e della Riforma, Torino, Einaudi, 1957, ristampato più volte).

## Opere principali
- Préréforme et humanisme a Paris pendant les primieres guerres d'Italie (1494-1517, Paris, Champion, 1916; Premio Gobert nel 1917
- Les sources de l'histoire de France aux archives d'Etat de Florence, Paris, Champion, 1916
- Erasme, sa pensée religieuse et son action d'après sa correspondance (1518-1521), Paris, Alcan, 1926
- Etudes érasmiennes (1521-1529), Paris, Librairie Droz, 1939
- Machiavel: étude d'histoire des doctrines politiques, Paris, Gallimard, 1942
- Dante humaniste, Paris, Les belles lettres, 1951
- Erasme et l'Italie, Genève, Librairie Droz, 1954 (ristampato nel 1998 con prefazione di Silvana Seidel Menchi)
- Humanisme et Renaissance, Genève, Librairie Droz, 1958